# اسپانیا در دوران انتقال به دموکراسی
اسپانیا در دوران انتقال به دمکراسی (اسپانیایی: Transición española a la democracia‎) با وجود بحران‌های سیاسی و اقتصادی در آن زمان به عضویت در اتحادیه اقتصادی اروپا و پیوستن به ناتو هدایت شد.
بازسازی دموکراسی در اسپانیا و انتقال این کشور از دیکتاتوری به دموکراسی پس از مرگ فرانسیسکو فرانکو دیکتاتور اسپانیا در تاریخ ۲۰ نوامبر ۱۹۷۵ آغاز شد.

## نقش سیاسی خوان کارلوس اول
فرانسیسکو فرانکو در سال ۱۹۳۹ پس از جنگ داخلی اسپانیا به قدرت رسید و تا زمان مرگش در سال ۱۹۷۵ به عنوان یک دیکتاتور حاکمیت داشت. در سال ۱۹۶۹، او پرنس خوان کارلوس، نوه آلفونسوی هشتم پادشاه سابق اسپانیا را به عنوان جانشین رسمی اش منصوب کرد. طی شش سال، شاهزاده خوان کارلوس به نظر می‌رسید در مسیری که فرانکو داشت حرکت خواهد کرد. با این حال، هنگامی که به عنوان پادشاه اسپانیا به قدرت رسید یک حکومت مبتنی بر سلطنت مشروطه را تسهیل کرد، همانگونه که پدرش دون خوان دوبربن، از سال ۱۹۴۶ از چنین حاکمیتی حمایت کرده بود.
انتقال به دمکراسی در اسپانیا یک برنامه بلند پروازانه بود که در داخل و خارج اسپانیا از آن حمایت می‌شد. دولت‌های غربی به رهبری ایالات متحده آمریکا، مانند بسیاری از سرمایه داران لیبرال اسپانیایی و بین‌المللی به یک حاکمیت سلطنتی مشروطه در این کشور علاقه‌مند بودند. با این وجود، مرحله‌گذار به چالش کشیده شد. راست‌های افراطی طرفدار فرانکو از پشتیبانی قابل توجهی در ارتش اسپانیا برخوردار بودند و چپ‌ها به پادشاهی که موقعیت خود را مدیون فرانکو بود، اعتماد نداشتند.
عملی شدن روند دموکراسی در اسپانیا نیازمند آن بود که چپ‌ها نگذارند عناصر رادیکال دست به اعمال تحریک‌آمیز بزنند و ارتش این کشور نیز که طرفداران فرانکو هنوز در آن حضور داشتند از دخالت در روند سیاسی دور نگاه داشته شود.
پادشاه خوان کارلوس حکومت خود را به عنوان رئیس‌جمهور آغاز کرد بدون آنکه از سیستم قانونی فرانکو خارج شود. او وفاداری اش را به اصول جنبش ملی، تنها حزب حقوقی دوران فرانکو اعلام کرد؛ تاج و تخت را به دست‌آورد و از راه قانونی به حاکمیت رسید و از تغییر نظام سیاسی اسپانیا هم حمایت کرد.

## دولت آدولفو سوارز (ژوئیه ۱۹۷۶ - ژوئن ۱۹۷۷)

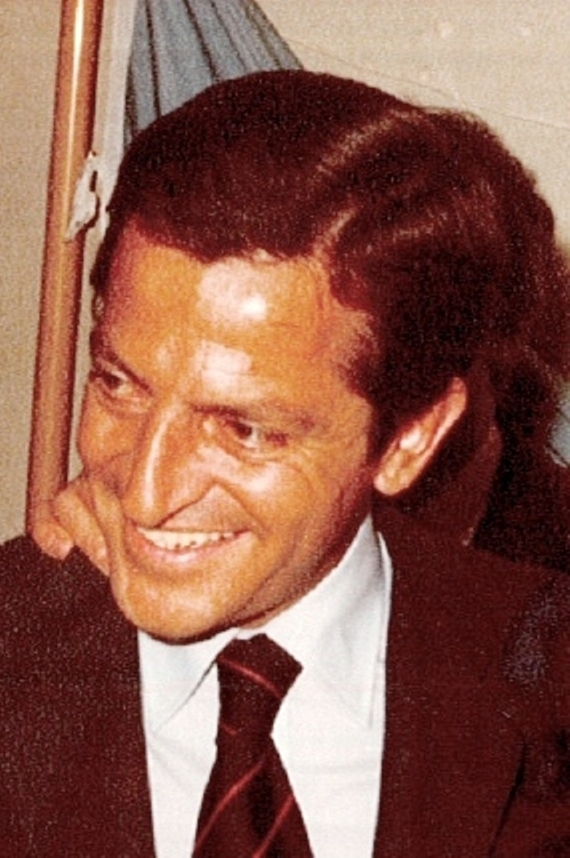
آدولفو سوارز در ۱۹۸۱

تورکواتو فرناندز میراندا، رئیس شورای پادشاهی، یکی از کسانی بود که احتمال می‌رفت جایگزین خوان کارلوس شود ولی پادشاه آدولفو سوارز را انتخاب کرد، زیرا احساس می‌کرد که او می‌تواند با چالش دشوار سیاسی که پیش روست مقابله کند. بدین ترتیب او به‌طور رسمی در سیستم حقوقی باقی‌مانده از فرانکو عمل می‌کند و از این طریق مانع از دخالت نظامی ارتش در روند سیاسی می‌شد. در تاریخ ۳ ژوئیه سال ۱۹۷۶ سوارز به عنوان ۱۳۸ امین نخست وزیر کشور اسپانیا توسط خوان کارلوس منصوب شد.

## قانون رفرم سیاسی

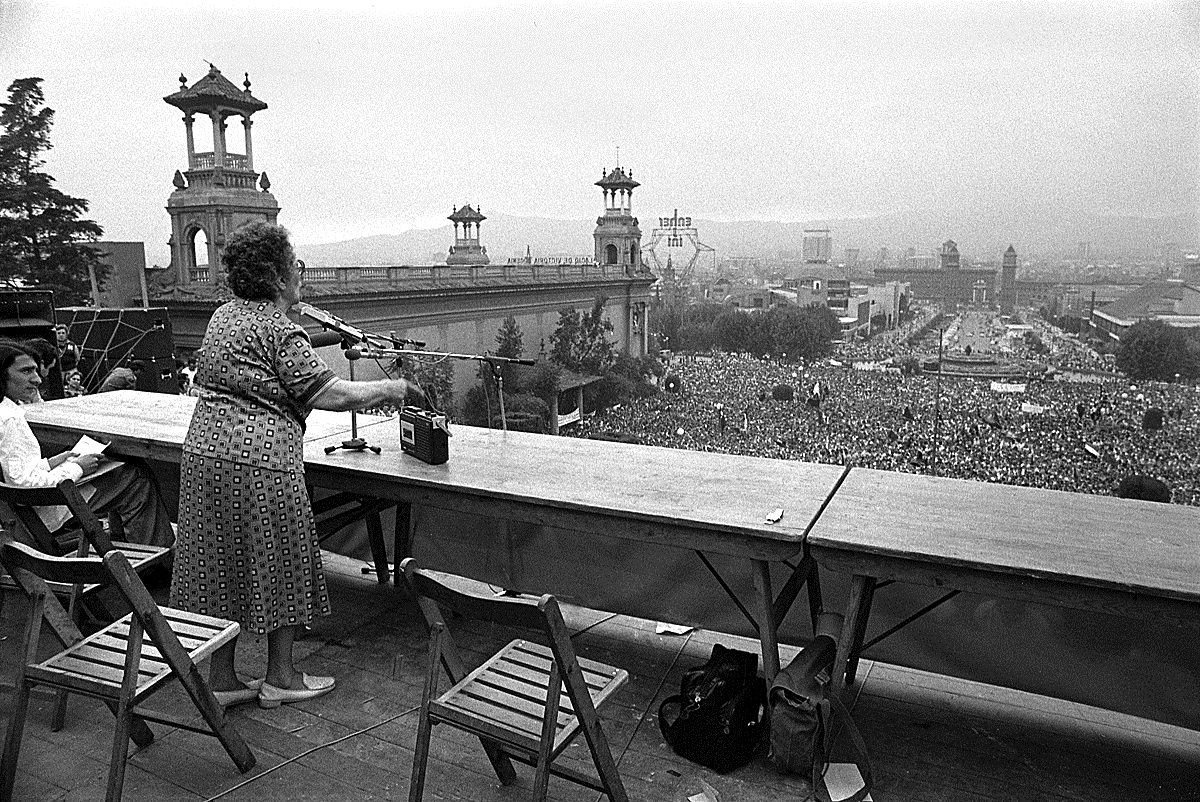
فدریکا مونتسنی در نشست CNT در بارسلونا در سال ۱۹۷۷ پس از ۳۶ سال تبعید صحبت می‌کند

در ژوئیه ۱۹۷۶ پیش‌نویس قانون اصلاحات سیاسی توسط دون تورکواتو فرناندز، سخنگوی پارلمان، که در ژوئیه سال ۱۹۷۶ دولت را به سوآرز تحویل داده بود، نوشته شد. این پیش‌نویس در سپتامبر سال ۱۹۷۶ توسط دولت سوارز تصویب شد.
برای بازکردن درب به دموکراسی پارلمانی در اسپانیا، این قانون می‌توانست با برداشتن موانعی که بقایای رژیم فرانکو علیه دموکراسی ایجاد می‌کردند یک سیستم سیاسی جدید را ایجاد کند. در طول ماه نوامبر، پارلمان، تحت ریاست فرناندز میراندا در مورد این قانون بحث کرد و نهایتاً این قانون با ۴۲۵ رای مثبت، ۵۹ رای منفی و ۱۳ ممتنع به تصویب رسید.

## روابط دولت سوآرز با مخالفان
سوارز برخی سیاست‌های حساب شده را اتخاذ کرد تا اعتبار پروژه خود را افزایش دهد. در ژوئیه ۱۹۷۶، با صدور یک عفو سیاسی جزئی ۴۰۰ زندانی را آزاد کرد. او در ماه مارس سال ۱۹۷۷ دامنه عفو زندانیان را گسترش داد و در ماه مه همان سال فرمان عفو عمومی داد. در دسامبر ۱۹۷۶ دادگاه عالی، پلیس مخفی اسپانیا را منحل کرد. در ماه مارس سال ۱۹۷۷، حق اعتصاب قانونی شد، و حق تشکیل اتحادیه‌ها در ماه‌های بعد از آن به تصویب رسید.
در ماه مارس یک قانون انتخابات جدید چارچوب لازم برای سیستم انتخاباتی اسپانیا را تعریف کرد تا این چهارچوب با کشورهای دیگر که دموکراسی‌های پارلمانی لیبرال داشتند مطابقت داشته باشد.
سوآرز از طریق این اقدامات دولت، شرایطی را که گروه‌های مخالف برای اولین بار در سال ۱۹۷۴ خواستار آن شده بودند را اجرا کرد. گروه‌های مخالف در نوامبر سال ۱۹۷۶ با هم دیدار کردند تا اساسنامه سازمان‌های دموکراتیک را تدوین کنند. سوارز در تماس‌های سیاسی با فلیپه گونزالس، دبیرکل حزب کارگران سوسیالیست اسپانیا (PSOE) در اوت سال ۱۹۷۶، تماس با مخالفان سیاسی را آغاز کرد. نگرش مثبت رهبر سوسیالیست به حمایت بیشتر از سوآرز باعث شد که او بتواند پروژه‌های سیاسی اش را ادامه دهد ولی به روشنی همگان متوجه شدند که مشکل بزرگی برای عادی‌سازی سیاسی کشور وجود دارد و آن قانونی شدن حزب کمونیست اسپانیا (PCE) است که در آن زمان فعال تر و از هر گروه سیاسی دیگری سازمان یافته تربود. . با این حال، در ماه سپتامبر در دیدار سوارز و مهم‌ترین رهبران نظامی، افسران ارتش به شدت با قانونی کردن حزب کمونیست مخالفت کردند.
به هر حال، حزب کمونیست به نوبه خود نظراتش را علنی تر اعلام کرد و به گفته کمونیست‌ها قانون برای رفرم سیاسی غیر دمکراتیک بود و علاوه بر این، انتخابات پارلمانی می‌بایست توسط یک دولت موقت اعلام می‌شد که بخشی از نیروهای سیاسی اپوزیسیون می‌بودند. این‌گونه بود که اپوزیسیون هیچ رغبتی برای قانون اصلاحات سیاسی نشان نداد. سوارز مجبور بود به دخالت بیشتر نیروهای اپوزیسیون در برنامه اش را بپذیرد.